# John Vane (11e baron Barnard)
Pour les articles homonymes, voir John Vane (homonymie) et Vane (homonymie).
Henry John Neville Vane (21 septembre 1923 - 3 avril 2016) est un pair britannique, fils de Christopher Vane, 10e baron Barnard.

## Biographie
Né au Château de Raby dans le comté de Durham, Lord Barnard fait ses études au Collège d'Eton. À la sortie de l'école en 1942, il rejoint la réserve des volontaires de la RAF, s'entraînant en Afrique du Sud, bien qu'il ne participe pas aux combats. Au lendemain de la guerre, il entre dans les Northumberland Hussars. De 1952 à 1961, Lord Barnard est conseiller de comté pour le comté de Durham et également, de 1956 à 1970, lieutenant adjoint de Durham.
En 1960, Lord Barnard reçoit la décoration territoriale, puis devient juge de paix du comté de Durham en 1961. Il est lieutenant-colonel des Northumberland Hussars entre 1964 et 1966, Lord Lieutenant de Durham entre 1970 et 1988 et colonel honoraire du 7e bataillon (Durham) d'infanterie légère entre 1979 et 1989.
Agé de 63 ans, Lord Barnard, qui a manqué l'université dans sa jeunesse à cause de la guerre, surprend des amis en s'inscrivant à la Durham University Business School et en obtenant une maîtrise en études de gestion.
Il est initié à la franc-maçonnerie à Agricola Lodge No.7741 en 1961. Il est grand maître provincial de la grande loge provinciale de Durham de décembre 1969 à janvier 1998 et est grand directeur principal de la Grande Loge unie d'Angleterre en 1970-1971.
Il siège à la Chambre des lords du 21 septembre 1923 au 11 novembre 1999 avec les Crossbencher. Comme la plupart des autres pairs héréditaires, il est exclu de la chambre en vertu du House of Lords Act 1999.

## Famille
Il épouse Lady Davina Mary Cecil (1931-2018), fille de David Cecil, 6e marquis d'Exeter le 8 octobre 1952 à St Margaret's, Westminster. Ils divorcent en 1992. Ils ont cinq enfants; fils Henry, 12e baron Barnard, et quatre filles.
Lady Barnard se retire à Barningham, où elle est décédée en 2018.